# Оправдание на доброто (Соловьов)
„Оправдание на доброто. Философия на нравствеността“ (на руски: Оправдание добра. Нравственная философия) е основното философско произведение на руския философ Владимир Соловьов. Писано е от 1894 до 1897 г., като е публикувано в различни руски вестници и списания. Като цялостна, самостоятелна книга излиза през 1897 г. в Санкт Петербург. През 1899 г. излиза второ издание на съчинението.